# Klondike (film 1932)
Kondike è un film statunitense del 1932, diretto da Phil Rosen.

## Trama
Il dottor Cromwell aveva tentato su Jacob Turner un’operazione chirurgica che in precedenza non era stata mai eseguita con successo, ed il paziente, dopo alcune ore, era deceduto: per questo motivo egli era stato processato per omicidio, e, con costernazione dell’opinione pubblica, era stato assolto. Ad una cronista che lo intervista egli spiega che, in effetti, l’operazione era riuscita, ed il paziente era morto per altre cause. La vicenda, condita da pettegolezzi sulla presunta relazione di Cromwell con la moglie del defunto, fa sì che egli rimanga senza pazienti e decida di chiudere il proprio ambulatorio, mentre peraltro l’ordine statunitense dei medici lo sospende dall’esercizio della professione.
Cromwell è anche un aviatore dilettante, e l’amico Donald, pilota professionista, lo convince, nel tentativo di sollevargli il morale, a prendere parte con lui ad un avventuroso volo pionieristico a due, dagli Stati Uniti a Tokyo, attraverso lo Stretto di Bering. Il dottore si imbarca con una valigia nera dal contenuto misterioso, e l’aereo biposto precipita nel Klondike. Evans perde la vita, mentre Cromwell, ferito, viene recuperato da un cacciatore e portato nello spaccio della remota località, dove viene accudito.
Qui Cromwell incontra Jim Armstrong, che presenta esattamente lo stesso quadro diagnostico di Jacob Turner. Jim, prima di essere colpito dalla malattia, si occupava con successo di esperimenti sulle comunicazioni radio nel proprio laboratorio. Una ragazza, di nome Klondike, era destinata ad essere sposa di Jim, prima che la malattia lo votasse a morte certa.
Fra Klondike e Cromwell nasce progressivamente un affetto reciproco, alla vista di tutti.
Mark, il padre di Jim, chiede al dottor Cromwell di tentare l’operazione sul figlio, per non essere costretto a vederne l’inevitabile declino. Cromwell gli risponde di non essere più abilitato alla professione, e Mark lo sospetta di volere la morte di Jim per poter disporre dell’amore di Klondike. Klondike stessa, nel caso di un ristabilimento di Jim a seguito dell’operazione, è piuttosto angustiata dal fatto di dover tener fede alla propria promessa matrimoniale, ora che è attratta da Cromwell.
Il dottor Cromwell si lascia convincere, e, estraendo dalla valigietta nera gli strumenti necessari, esegue con successo ed ineccepibilità deontologica (avrebbe potuto ucciderlo, come, secondo il pettegolezzo, aveva già fatto col suo primo paziente) l’operazione su Jim. Quest’ultimo, mentre si sta risvegliando dall’anestesia, sente Cromwell che confida ad un astante il proprio amore per Klondike.
Mentre i sintomi di Jim recedono in fretta, rimane inspiegata la sua successiva inabilità di deambulare e parlare.
Cromwell si accinge a tornare negli Stati Uniti, dove notizie ascoltate via radio richiedevano una sua presenza per la riapertura del processo. La notte prima della partenza, dopo aver dato l’addio a Klondike ed averle confessato il proprio amore, Sheldon scopre Jim, ora deambulante e parlante, nel proprio laboratorio, nel quale viene fatto prigioniero. Jim aveva finto, risulta, di non poter parlare e camminare, per dar luogo al suo piano di allontanare il dottore da Klondike: le trasmissioni radio erano opera sua, ed ora avrebbe ucciso Sheldon con una scarica elettrica che sarebbe apparsa come accidentale.
Il dottor Sheldon riesce a dare l’allarme, e Klondike interviene all’ultimo istante a trarlo in salvo.
Alla fine Sheldon ritorna negli Stati Uniti, completamente riabilitato grazie alla riuscita dell’operazione su Jim, accompagnato dalla sua novella sposa Klondike.